# 東海別墅站
24°10′59″N 120°35′35″E / 24.18306°N 120.59306°E
東海別墅站是位於臺灣臺中市西屯區、龍井區交界的臺灣大道幹線公車站。2014年7月27日啟用時，為台中BRT藍線車站，2015年7月8日轉型為臺灣大道幹線公車站。

## 車站歷史
- 2014年7月27日：正式啟用。
- 2015年6月11日：拆除第二月台欄杆
- 2015年7月8日：臺中市快捷巴士系統廢除後，原藍線車站改為臺中市公車臺灣大道幹線的公車站，有臺中市公車300路、301路、302路、303路、304路、305路、306路、307路、308路停靠本站。[1]
- 2017年5月26日：增停機場接駁公車A2路。[2]

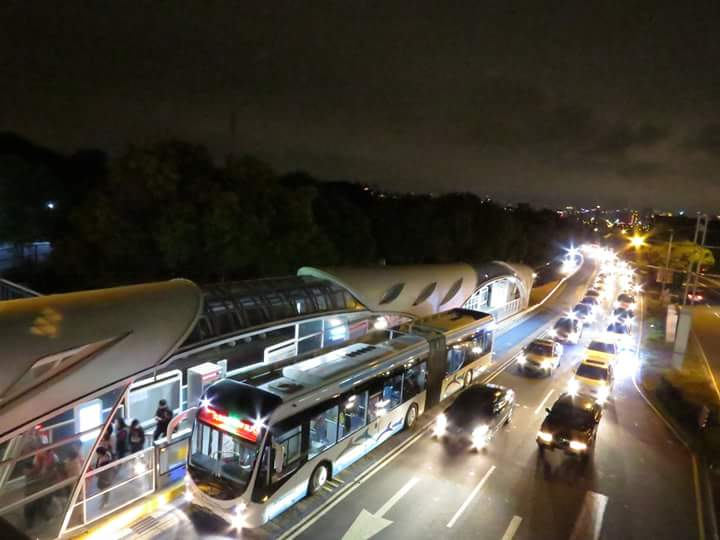
東海別墅站夜景

- 2017年7月7日：增停309路公車。[3] [4]

## 車站概要
車站位於臺灣大道四段與國際街、東園巷口交界地面，於2014年7月27日正式啟用。車站分為兩座地面車站，與BRT專用車道同建於臺灣大道四段兩側的快、慢車道之間，設置單向出口。

## 車站結構

### 車站車道配置
| 慢車道           | 臺灣大道四段                            |
| 側式月台（西行） |                                         |
| 公車專用車道     | ← 駛往靜宜大學方向（坪頂）              |
| 快車道           | 臺灣大道四段                            |
| 快車道           | 臺灣大道四段                            |
| 公車專用車道     | →駛往臺中火車站方向（榮總／東海大學） → |
| 側式月台（東行） |                                         |
| 慢車道           | 臺灣大道四段                            |

### 車站出入口
東海別墅站為兩座地面車站，單向共1處出口，雙向共2處。
- 東行站（往臺中火車站方向）出口設置位置：臺灣大道四段東園巷口。
- 西行站（往靜宜大學方向）出口設置位置：臺灣大道四段國際街口。

## 車站週邊
- 東海別墅夜市
- 東海藝術街商圈
- 臺中捷運藍線東海別墅站(規劃中)

## 慢車道公車轉乘資訊
- 東海別墅：28、60、67、68、167、323、324、325、326、359、658、659

## 腳註
1. ↑  公共運輸處於6月18日公佈優化公車專用道9條公車路線圖 （页面存档备份，存于），臺中市交通局，2015-06-22
2. ↑  .   [2017-07-09]. （原始内容存档于2017-07-03）.
3. ↑  .   [2017-07-09]. （原始内容存档于2017-07-07）.
4. ↑  .   [2017-07-09]. （原始内容存档于2017-07-20）.
5. ↑  . 聯合報. 2014-07-27  [2014-08-27]. （原始内容存档于2014-07-27） （中文（臺灣））.
6. ↑  . 技師好康報. 2013年9月5日  [2014-08-30]. （原始内容存档于2014-09-03） （中文（繁體））.